# Karel Würbs
Karel (Karl) Würbs (12. srpna 1807 Praha-Malá Strana – 6. července 1876 Praha) byl český kreslíř, malíř, litograf a pedagog.

## Život
Karel Würbs se narodil v rodině živnostníka a vyučil se řemeslu kartáčníka. Již v mládí projevil umělecké vlohy - rád kreslil, zajímala ho literatura a vystupoval jako herec. Přátelil se s absolventem Postlovy krajinářské školy Karlem Krumpiglem. Od roku 1823 studoval na pražské Akademii u Josefa Berglera a Františka Kristiana Waldherra a později soukromě v ateliérech Karla Funka a Hanse Henische.
Po absolvování Akademie se živil jako rytec a litograf a přispíval výtvarnými kritikami do časopisu Bohemie. Roku 1835 byl jedním ze zakládajících členů Krasoumné jednoty. Cestoval do Německa a Rakouska a rok 1839 strávil na studijním pobytu v Holandsku.
Roku 1858 byl jmenován inspektorem Obrazárny Společnosti vlasteneckých přátel umění. Byl učitelem rytectví na c.k. Královském stavovském polytechnickém institutu a v letech 1869–1871 učil perspektivu na pražské Akademii. Roku 1873 pracoval ve službách hraběte Thuna v Děčíně jako odhadce cen obrazů a rytin.
Zemřel bez potomků jako starý mládenec ve věku 69 let v Praze. Byl pohřben na Olšanských hřbitovech.

## Dílo

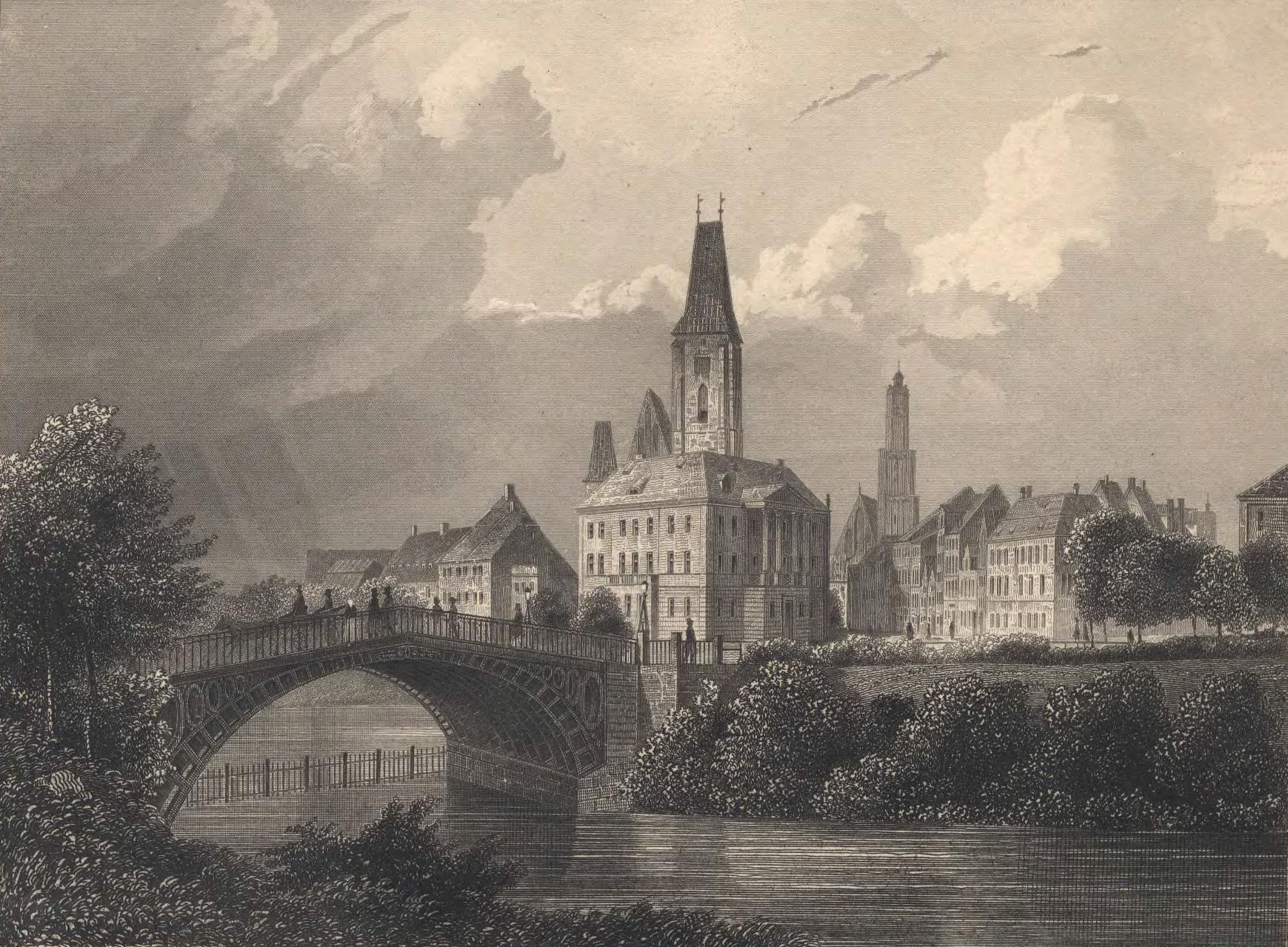
Karl Würbs, Königsbrücke in Breslau

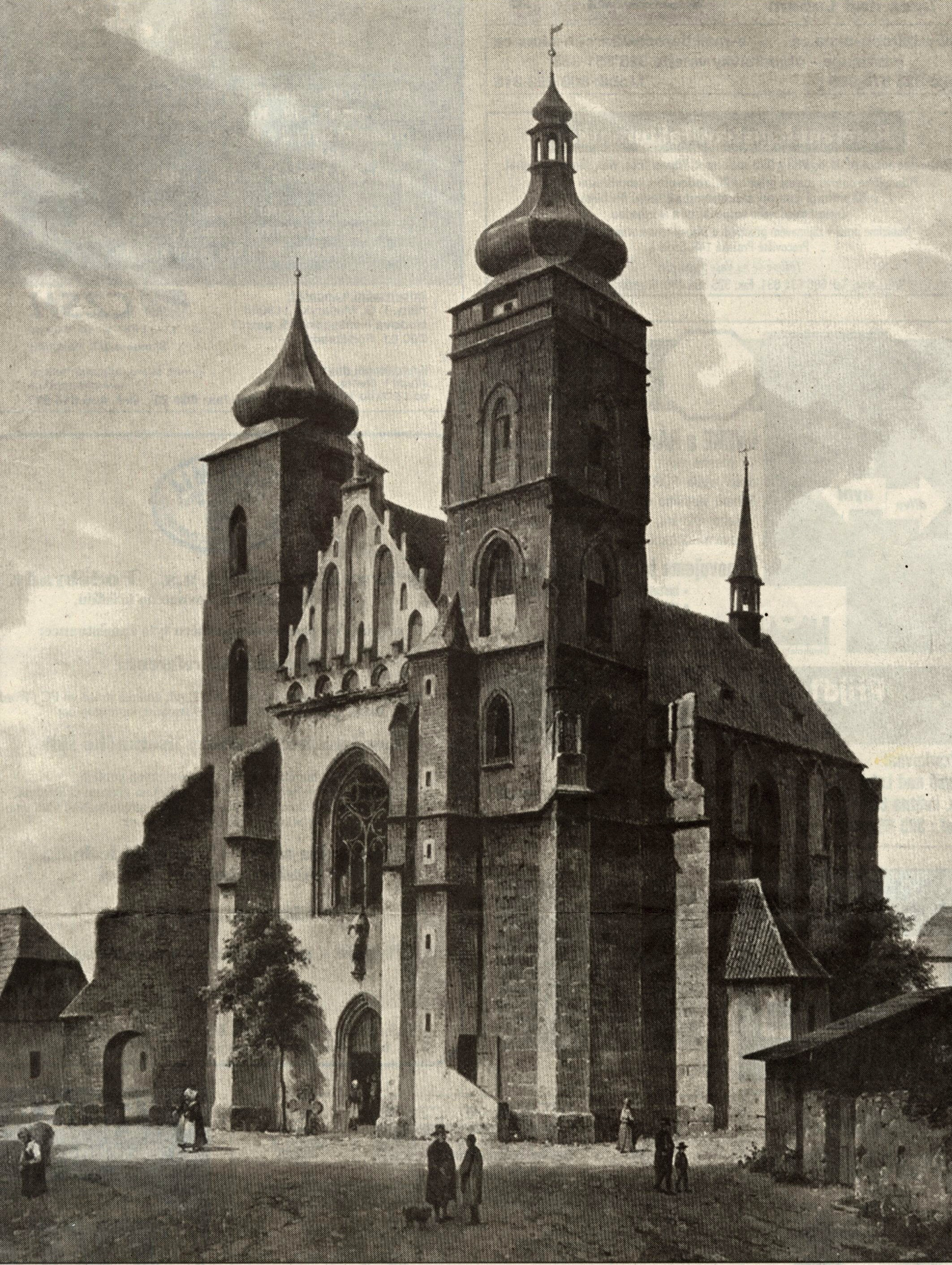
Karel Würbs, Nymburk, chrám sv. Jiljí

Würbsobvo malířské dílo bylo v dobovém tisku kritizováno zejména pro nepřirozenou barevnost. Muzeum umění Olomouc má větší soubor jeho olejů z roku 1925 s alegorickými skupinami malých dětí.
Po studiích působil jako kreslíř vedut pro litografický závod Haase a Karla Henniga a roku 1842 ilustroval publikaci o českých hradech a zámcích Bilder aus Böhmens Vorzeit A.Gerleho která mu zajistila další zakázky. Spolupracoval s některými vynikajícími rytci, jako byli E.Höfer, Johann Poppel, E.Willmann nebo Josef Rybička a s vedutisty Vilémem Kandlerem a Vincencem Morstadtem. Würbsovy grafické práce jsou řemeslně dobře zvládnuté, vyznačují se pečlivým zpracováním a precizností se smyslem pro detail. Při zobrazování měst a architektur Würbs uplatnil dobré zvládnutí perspektivy. V jeho práci se projevuje několik prolínajících se stylových vlivů, které byly typické pro českou vedutu první poloviny 19. století.
Würbs je autorem také několika malířských vedut (Stavba řetězového mostu v Praze, 1840, Staroměstská Radnice v Praze, 1845, Chrám v Halle, 1853, Brána v Röcku, ad.), které podobně jako jeho grafiky, vynikají precizním zpracováním a detailností. Později se věnoval i krajinomalbě (Krajina za blížící se bouřky, 1869, Klášter v lese, 1874)

## Galerie

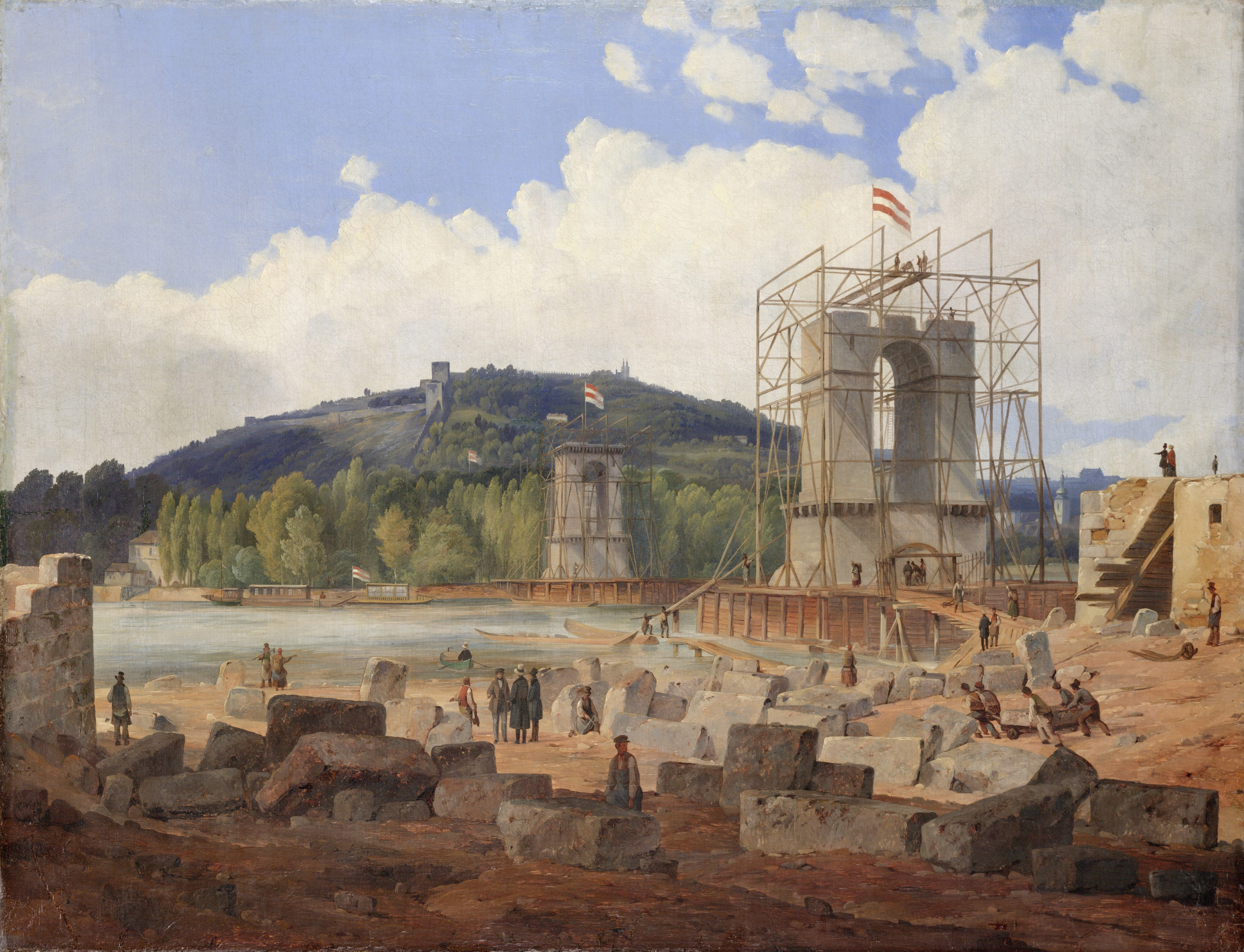
Karl Würbs – stavba řetězového mostu přes Vltavu v Praze (1840)
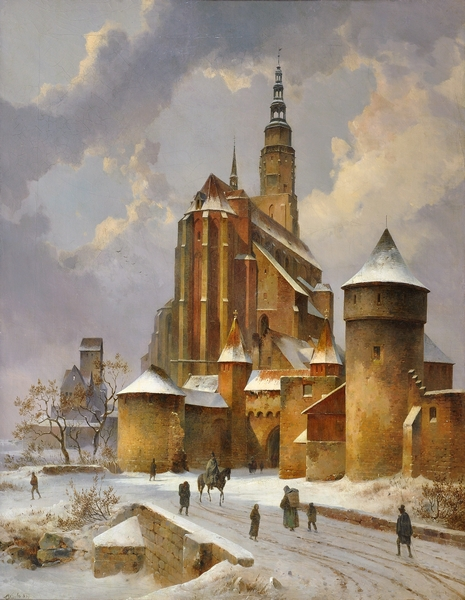
Karl Würbs – chrám s městským opevněním
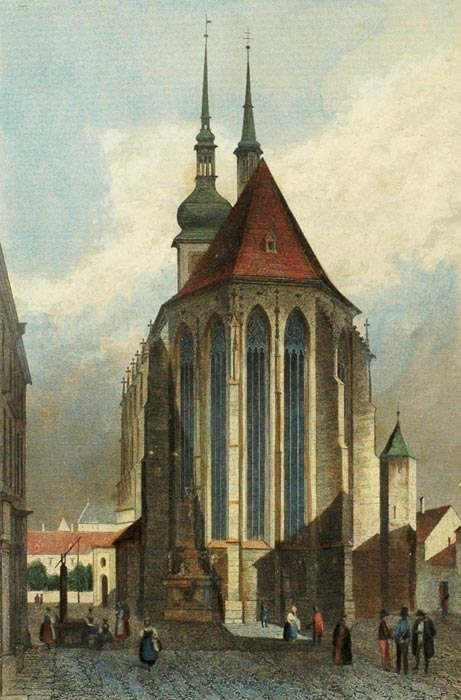
Karl Würbs – kostel sv. Jakuba v Brně

### Zastoupení ve sbírkách
- Národní galerie v Praze
- Galerie středočeského kraje v Kutné Hoře
- Muzeum umění Olomouc
- Oblastní galerie v Liberci
- Oblastní galerie Vysočiny v Jihlavě
- Památník národního písemnictví
- Archiv hlavního města Prahy
- Muzeum hlavního města Prahy
- Národní technické muzeum, Praha
- Okresní vlastivědné muzeum, Litoměřice